# Lista de distritos auríferos do Brasil
Este artigo lista distritos e províncias auríferas no Brasil oficializados pela Companhia de Pesquisa de Recursos Minerais (SGB), ordenados por unidade geotectônica. Em 2022, existiam 94 distritos auríferos e 20 províncias auríferas no Brasil.

## Cráton Amazônico
| Nº (distrito) | Distrito aurífero         | Nº (província) | Província aurífera  | Província ou domínio geológico | Setores de mineração | Referências |
| ------------- | ------------------------- | -------------- | ------------------- | ------------------------------ | -------------------- | ----------- |
|               |                           | I              | Parima              | Escudo das Guianas             |                      | [ 1 ]       |
| II            | Surumu                    |                | [ 1 ]               | Escudo das Guianas             |                      |             |
| 1             | Anauá                     |                |                     | Uatumã-Anauá                   |                      | [ 1 ]       |
| 2             | Serra do Ipitinga         |                |                     | Carecuru                       |                      | [ 1 ]       |
| 3             | Serra do Navio-Vila Nova  |                |                     | Amapá                          |                      | [ 1 ]       |
| 4             | Tartarugalzinho/Tracajuba |                |                     | Lourenço                       |                      | [ 1 ]       |
| 5             | Cassiporé                 |                |                     | Lourenço                       |                      | [ 1 ]       |
| 6             | Tunuí-Caparro             |                |                     | Rio Negro                      |                      | [ 1 ]       |
| 7             | Traíras                   |                |                     | Rio Negro                      |                      | [ 1 ]       |
| 8             | Serra do Acará            |                |                     | Rio Negro                      |                      | [ 1 ]       |
| 9             | Rio Bóia                  |                |                     | Rio Negro                      |                      | [ 1 ]       |
| 10            | Três Palmeiras            |                |                     | Três Palmeiras                 |                      | [ 1 ]       |
| 11            | Cinzento                  | III            | Carajás             | Carajás                        |                      | [ 1 ]       |
| 12            | Serra Pelada              | III            | Carajás             | Carajás                        |                      | [ 1 ]       |
| 13            | Rio Novo/Curiunópolis     | III            | Carajás             | Carajás                        |                      | [ 1 ]       |
| 14            | Igarapé Bahia/Alemão      | III            | Carajás             | Carajás                        |                      | [ 1 ]       |
| 15            | Aquiri-Liberdade          | III            | Carajás             | Carajás                        |                      | [ 1 ]       |
| 16            | São Félix do Xingu        | III            | Carajás             | Carajás                        |                      | [ 1 ]       |
| 17            | Tucumã-Gradaús-Cumaru     | III            | Carajás             | Carajás                        |                      | [ 1 ]       |
| 18            | Sapucaia/Diadema          | III            | Carajás             | Carajás                        |                      | [ 1 ]       |
| 19            | Andorinhas                | III            | Carajás             | Carajás                        |                      | [ 1 ]       |
| 20            | Serra do Inajá            | III            | Carajás             | Carajás                        |                      | [ 1 ]       |
| 21            | Sossego/Cristalino        | III            | Carajás             | Carajás                        |                      | [ 1 ]       |
| 22            | Cuiu-Cuiu                 | IV             | Tapajós             | Tapajós                        |                      | [ 1 ]       |
| 23            | Jardim do Ouro            | IV             | Tapajós             | Tapajós                        |                      | [ 1 ]       |
| 24            | Juma                      | V              | Juruena-Teles Pires | Rondônia-Juruena               |                      | [ 1 ]       |
| 25            | Gavião                    | V              | Juruena-Teles Pires | Rondônia-Juruena               |                      | [ 1 ]       |
| 26            | Dez Dias                  | V              | Juruena-Teles Pires | Rondônia-Juruena               |                      | [ 1 ]       |
| 27            | Apiacás-Paranaíta         | V              | Juruena-Teles Pires | Rondônia-Juruena               |                      | [ 1 ]       |
| 28            | Peixoto de Azevêdo        | V              | Juruena-Teles Pires | Rondônia-Juruena               |                      | [ 1 ]       |
| 29            | Roosevelt-Aripuanã        | V              | Juruena-Teles Pires | Rondônia-Juruena               |                      | [ 1 ]       |
|               |                           | VI             | Rio Madeira         | Rondônia-Juruena               |                      | [ 1 ]       |
| 30            | Nova Brasilândia          |                |                     | Sunsás                         |                      | [ 1 ]       |
| 31            | Colorado-Cabixi           | VII            | Alto Guaropé        | Sunsás                         |                      | [ 1 ]       |
| 32            | Alto Jauru                | VII            | Alto Guaropé        | Sunsás                         |                      | [ 1 ]       |

## Cráton São Luís-Cinturão Gurupi
| Nº (distrito) | Distrito aurífero | Nº (província) | Província aurífera | Província ou domínio geológico | Setores de mineração | Referências |
| ------------- | ----------------- | -------------- | ------------------ | ------------------------------ | -------------------- | ----------- |
| 33            | Aurizona          | VIII           | Gurupi             | Cráton São Luís                |                      | [ 1 ]       |
| 34            | Gurupi            | VIII           | Gurupi             | Cinturão Gurupi                |                      | [ 1 ]       |

## Província Borborema
| Nº (distrito) | Distrito aurífero  | Nº (província) | Província aurífera | Província ou domínio geológico | Setores de mineração                                                                                 | Referências |
| ------------- | ------------------ | -------------- | ------------------ | ------------------------------ | --- | ----------- |
| 35            | Bonfim             |                |                    |                                | | [ 1 ]       |
| 36            | Roça               |                |                    |                                | | [ 1 ]       |
| 37            | São Francisco      |                |                    |                                | | [ 1 ]       |
| 38            | Encanto            |                |                    |                                | | [ 1 ]       |
| 39            | São Fernando-Caicó |                |                    |                                | | [ 1 ]       |
| 40            | Catingueira        |                |                    |                                | | [ 1 ]       |
| 41            | Itajubatiba        |                |                    |                                | | [ 1 ]       |
| 42            | Itapetim           |                |                    |                                | - Catolé - Degredo - Gurgueia - Mulungu - Pedro Amâncio - Pimenteiras - Sertãozinho - Zé de Cabrinha | [ 1 ] [ 2 ] |
| 43            | Princesa Isabel    |                |                    |                                | | [ 1 ]       |
| 44            | Serrita-Parnamirim |                |                    |                                | | [ 1 ]       |
| 45            | Serrote da Laje    |                |                    |                                | | [ 1 ]       |